# Mogens Hagedorn
Mogens Hagedorn (født 12. oktober 1966) er en dansk instruktør. Han er uddannet på Den Danske Filmskole, Københavns Universitet og University of California. Han har instrueret 3 spillefilm og adskillige tv-serier, bl.a. Anna Pihl, Rita, Lærkevej, Mercur, Gidseltagningen, Friheden, Borgen og Netflixserien Ragnarok, som han konceptuerede, og som var en stor international succes. 
Han er gift med Anne Hagedorn Jensen og har en datter.

## Filmografi
- Smukkere, 2025, Instruktion, DK/Spillefilm
- Ragnarok, 2020-23, Konceptuerende instruktør, Netflix-serie
- Borgen, 2022, Instruktør, TV-serie DR/Netflix
- Gidseltagningen II, 2019, instruktør, Tv-serie
- Friheden, 2018, Instruktør, Tv-serie
- Tinkas juleeventyr	2017	Konceptuerende instruktør, storyline	Tv-serie
- Mercur	2017	Instruktion	Tv-serie
- Grethe	2017	Teknisk instruktør	Tv-serie
- Rita (sæson 3)	2015	Instruktion	Tv-serie
- Emma og Julemanden - Jagten på Elverdronningens hjerte	2015	Klipper	DK/Spillefilm
- Juleønsket	2015	Producer	Tv-serie
- Skammerens Datter	2015	Supplerende klip	DK/Spillefilm
- Serena	2014	Casting	U/Spillefilm
- Lærkevej: Til døden os skiller	2012	Instruktion	DK/Spillefilm
- Lærkevej, 2010-11, Instruktion, Tv-serie
- Vølvens Forbandelse, 2009, Instruktion, DK/Spillefilm
- Anna Pihl, 2008, Instruktion, Tv-serie
- Sprængfarlig Bombe, 2006, Klipper, Spillefilm
- Solkongen, 2005, Klipper, Spillefilm
- Ambulancen	2005	Supplerende klip	DK/Spillefilm
- Fakiren fra Bilbao, 2004, Klipper, Spillefilm
- Forsvar	2003	Klip	Tv-serie
- Midsommer, 2003, Klipper, Spillefilm
- Halalabad Blues, 2002, Klipper, Spillefilm
- Hotellet	2000	Klipper	Tv-serie
- Hånden på Hjertet, 2000, Klipper, Spillefilm
- Den Eneste Ene, 1999, Klipper, Spillefilm
- Nattens engel (1998) Supplerende klip